# Pišdadovci

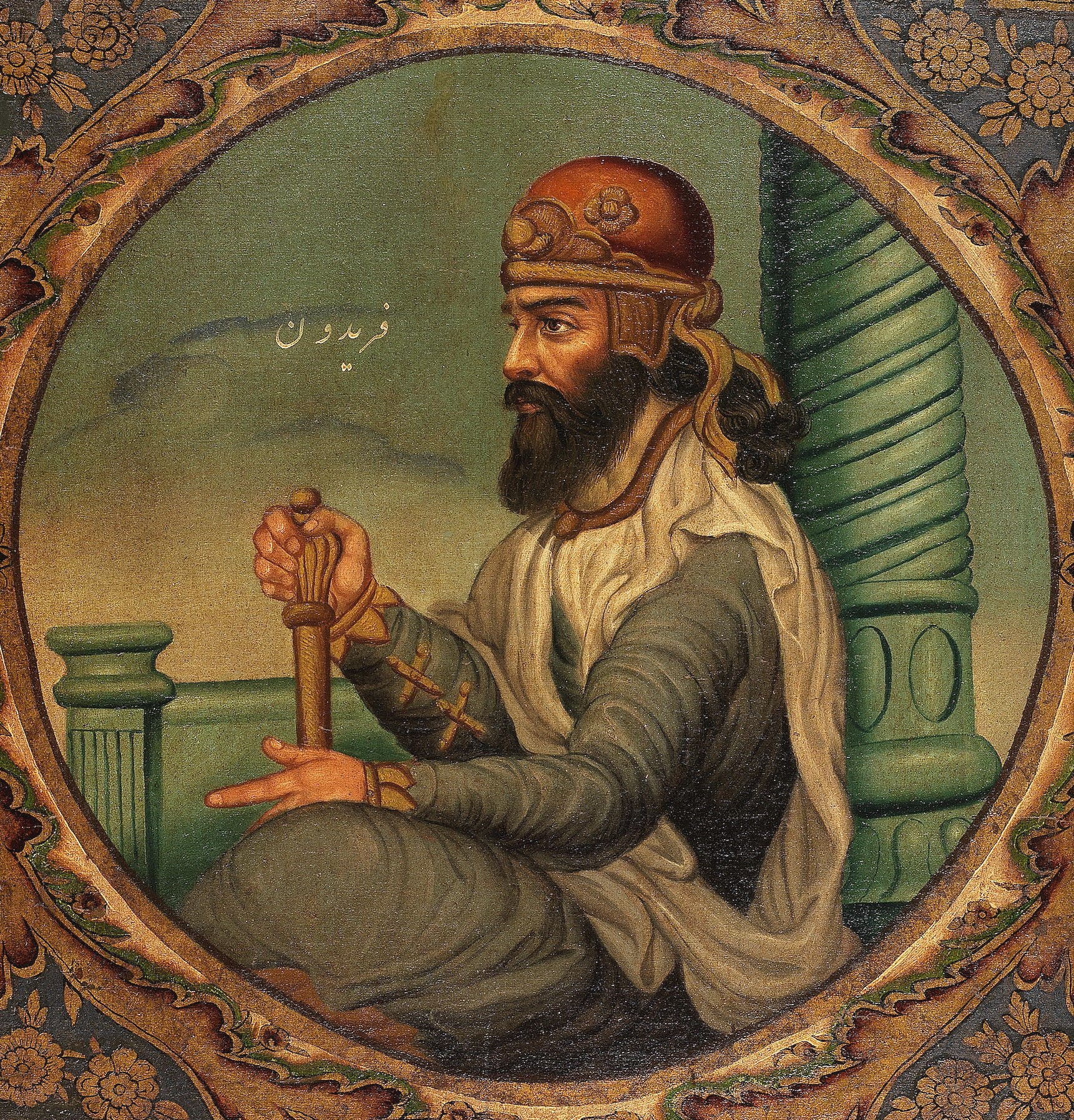
Pišdadovský král Ferídún na malbě Hadží Agha Jana, Persie, počátek 19. století

Pišdadovci jsou mytická dynastie, která měla vládnout Íránu před Kajánovci. Podle Šáhnáme byl prvním králem Kajúmart, jehož syn Síjámak byl zabit Ahrimanem. Druhým králem se tak stal Kajúmartův vnuk Húšang. Po něm vládl Tachmórúp a Džamšíd. Džamšíd v důsledku své pýchy ztratil svou chvarenu „slávu, lesk“ a na jeho místo nastoupil démonický uzurpátor Zóhak, který je ale přesto uváděn v seznamu pišdadovských králů. Ten byl svržen Ferídúnem, který opět nastolil spravedlivou vládu. Tomu se postupně narodili tři synové: Salm, Túr a Íradž, mezi které rozdělil vládu nad světem. Nejmladší dostal nejlepší z království, tedy Írán, a jeho bratři jej ze závisti zabili. Íradž byl pomstěn svým vnukem Manótčihrem Poté postupně vládl Nouzar, Záv a Garšásp.
Tradiční výčet pišdadovských králů tak zahrnuje následující postavy, z nichž většina má i své avestánské protějšky jejichž jméno je uvedeno.
- Kajúmart (Gajómart)
- Húšang (Haošjangha)
- Tachmórup (Tachma Urupi)
- Džamšíd (Jima Chšaéta)
- Zóhak (Aži Daháka)
- Ferídún(Thraétaona)
- Íradž (Airija)
- Manótčihr (Manuščithra)
- Nouzar
- Záv (Uzava)
- Garšásp (Keresáspa)

Avestánské postavy se však od svých dědiců v Šáhnáme v mnoha ohledech liší. Gajómart tak například není prvním králem, ale prvním člověkem stvořeným Ahura Mazdou, Džamšíd zase není synem Tachmórupa, ale Vívahvanta. Postavy jako Airija nebo Uzava jsou pak v Avestě zmíněny bez větších detailů.